# Kolno (Podlachie)
Pour les articles homonymes, voir Kolno.
Kolno est une ville de Pologne située au nord-est du pays, dans la voïvodie de Podlachie.

## Villages
- Borkowo

## Histoire
Le 22 juin 1941, les Allemands entrent dans la ville. En août 1941, la quasi-totalité de la communauté juive de la ville est assassinée dans le cadre de la Shoah par balles. Ces exécutions de masse auront lieu dans les villages voisins de Kolimagi et Mściwuje.